# Цейтлин, Борис Борисович
Бори́с Бори́сович Це́йтлин (8 апреля 1896, Варшава — 20 апреля 1961, Москва) — советский оператор и режиссёр документального и научно-популярого кино, военный корреспондент Великой Отечественной войны, оператор подводных съёмок.

## Биография
Родился в Варшаве в еврейской семье. С детства занимался фотографией. Получив начальное образование, из-за процентной нормы не смог попасть в гимназию, был отправлен на обучение в Германию, где окончил техническое училище в Митвайде.
 В начале Первой мировой войны как подданный враждебной державы три месяца провёл в солдатском лагере для военнопленных в Деберитце. Был освобождён как не подлежащий военной службе, после чего вернулся в Россию. В 1915 году окончил курсы братьев милосердия, служил во Всероссийском союзе городов помощи больным и раненым воинам.
В 1916 году был призван в армию и направлен рядовым в 39-й Сибирский стрелковый полк, где служил до Февральской революции. Проходя обучение в школе прапорщиков в Омске, присоединился к красногвардейцам. После Октябрьской революции переехал в Москву, где работал в Рогожско-Симоновском совете. В 1918 году вновь был отправлен в Омск, где поступил в распоряжение чрезвычайного комиссара по продовольствию А. Г. Шлихтера, служил в продотряде, занимавшемся реквизицией хлеба в казачьих станицах вдоль Иртыша.
В ноябре 1918 года во время Колчаковского переворота попал в плен, провёл в тюрьме весь 1919 год. Во время отступления белых из Ново-Николаевска в начале 1920 года укрылся в подвале тюрьмы. Вступил в Красную армию, служил на многих должностях по август 1920 года, с августа — в полпредстве ВЧК по Сибири. Был заместителем начальника Иркутского угрозыска, затем Республики Крым и Украинской Республики. Занимал должности в ГПУ CССР.
В 1925 году перешёл на студию «Культкино» оператором кинохроники, с 1926 года — оператор отдела кинохроники «Совкино». Автор сюжетов первых номеров «Совкиножурнала», начал активно публиковаться в журналах «Кіно», затем «Пролетарское кино».
С 1928 года — оператор киевской киностудии ВУФКУ, где работал в группе Д. Вертова над одним из первых звуковых документальных фильмов «Энтузиазм: Симфония Донбасса», для которого были впервые проведены синхронные съёмки. После окончания курсов водолазов в 1930 году, в отсутствии специальной техники, на Ялтинской фабрике провёл первые подводные съёмки для фильма «Город под водой». С 1932 года — на «Союзкинохронике» (с 1936 года — Московская студия кинохроники). В 1935—1936 годах вдвоём с оператором В. Ешуриным снимал военные кинорепортажи во время итало-эфиопской войны в Абиссинии.
В августе 1937 года в «Правде» вышла статья «Личная жизнь Бориса Цейтлина» с обвинениями в растлении учащейся 20-й московской Краснопресненской школы. 22 октября того же года Цейтлин был признан виновным и приговорён к 5 годам лишения свободы с поражением в правах сроком на 3 года, по делу также проходил оператор Московской студии кинохроники А. Кричевский и бывший управляющий трестом «Союзкинохроника» В. Иосилевич. По некоторым данным дело было сфабриковано.
Во время Великой Отечественной войны в 1942—1943 годах — специальный корреспондент журнала «Огонёк». Автор многочисленных публикаций в газете «Сталинский сокол». В декабре 1943 года снимал судебный процесс над нацистскими преступниками в Харькове.
С 1945 года работал на киностудиях Иркутска, Новосибирска, Омска. В 1949 году повторно осуждён на пять лет тюремного заключения — «за содержание притона и растление несовершеннолетних».
В 1956—1959 годах — оператор на Новосибирской студии кинохроники. Автор нескольких сотен сюжетов для кинопериодики: «Новости дня», «Пионерия», «Сибирь на экране», «Социалистическая деревня», «Союзкиножурнал».
Член РКП(б) с 1917 года.
Скончался 20 апреля 1961 года в Москве. Урна с прахом захоронена в колумбарии Нового Донского кладбища.

### Семья
Был женат, воспитывал ребёнка.

## Фильмография
Оператор
- 1926 — Беспризорные
- 1927 — Луганск
- 1928 — Будь готов
- 1928 — Днепрельстан
- 1928 — Одиннадцатый (совместно с М. Кауфманом, К. Куляевым)
- 1929 — Донбасс
- 1929 — Карандаш
- 1930 — Выступление теаджаза Л. Утёсова
- 1930 — Энтузиазм: Симфония Донбасса
- 1930 — Город под водой (совместно с Хавановым)
- 1932 — Интервью М. М. Литвинова (совместно с Б. Макасеевым)
- 1933 — Высота 22 тысячи (в соавторстве)
- 1934 — А. В. Луначарский
- 1935 — II Всесоюзный съезд колхозников-ударников (совместно с М. Ошурковым, И. Семененко)
- 1935 — VII Всесоюзный съезд Советов (совместно с М. Ошурковым, С. Коганом, С. Семёновым)
- 1935 — VII Всесоюзный (спецвыпуск) (совместно с С. Гусевым, Р. Карменом, С. Коганом, Б. Макасеевым, М. Ошурковым)
- 1936 — Абиссиния
- 1936 — К событиям в Абиссинии (совместно с В. Ешуриным)
- 1936 — Наш Горький (в соавторстве)
- 1937 — Новые товарищи
- 1942 — Полуостров Рыбачий (совместно с С. Масленниковым)
- 1948 — Советский Азербайджан (в соавторстве)
- 1959 — Она стала сибирячкой
- Две тысячи лет Будды
- Крым
- Максим Горький
- Нагорный Карабах
- По Бурят-Монгольскому национальному округу
- Туркмения
- Ф. Э. Дзержинский

Режиссёр
- 1927 — Луганск
- 1928 — Будь готов (научно-популярный)
- 1928 — Днепрельстан (научно-популярный)
- 1929 — Донбасс
- 1929 — Карандаш (научно-популярный)
- 1930 — Машино-тракторные станции (научно-популярный)
- 1936 — Абиссиния
- 1936 — К событиям в Абиссинии
- Крым
- Туркмения

## Награды
- орден «Знак Почета» (2 февраля 1937) — за заслуги в области кино-операторского искусства[14].

## Комментарии
1. ↑  Основанием для нового обвинения послужило заявление жительницы Баку А. Лемберской от 3 марта 1949 года на имя министра кинематографии СССР И. Г. Большакова[12].